# El Duraznal, Chiapas
El Duraznal är en ort i Mexiko.   Den ligger i kommunen San Cristobal De Casas och delstaten Chiapas, i den sydöstra delen av landet, 700 km öster om huvudstaden Mexico City. El Duraznal ligger 1 933 meter över havet och antalet invånare är 166.
Terrängen runt El Duraznal är kuperad åt nordost, men åt sydväst är den bergig. Runt El Duraznal är det tätbefolkat, med 459 invånare per kvadratkilometer. Närmaste större samhälle är San Cristóbal de las Casas, 7,8 km nordost om El Duraznal. Omgivningarna runt El Duraznal är en mosaik av jordbruksmark och naturlig växtlighet.